# Широков, Иван Михайлович
Иван Михайлович Широков (1899, дер. Калакино, Тульская губерния, Российская империя — 24 августа 1984, Рига, Латвийская ССР) — советский философ и партийный деятель.

## Биография
Родился в 1899 году в деревне Калакино Тульской губернии в русской крестьянской семье. 
С 1917 года — член ВКП(б).
В 1930 году окончил Институт красной профессуры.
Заведующий философским отделением Института красной профессуры и директор Института философии Ленинградского отделения Коммунистической академии.
Инструктор Ленинградского городского комитета ВКП(б) и заместитель директора школы пропагандистов при Ленинградском городском и Ленинградском областном комитетах ВКП(б).
Заведующий кафедрой философии Ленинградского государственного университета.
Заместитель директора Ленинских курсов при ЦК ВКП(б) и лектор Ленинградского городского комитета ВКП(б).
С апреля 1942 года по март 1945 года — директор Ленинградского радиокомитета.
С марта по май 1945 года — руководитель лекторской группой и заместитель заведующего отделом пропаганды и агитации Ленинградского городского комитета ВКП(б). 
До августа 1949 года — секретарь по пропаганде и заведующий отделом пропаганды и агитации, откуда уволен в связи с постановлением Организационного бюро ЦК ВКП(б) о журналах «Звезда» и «Ленинград». 
Позднее преподавал и заведовал кафедрой Латвийского государственного университета.

## Награды
- орден Ленина
- орден Красной Звезды
- медали.